# Казанский авиационно-технический колледж имени П. В. Дементьева
Казанский авиационно-технический колледж имени П. В. Дементьева (КАТК), бывший Казанский авиационный техникум (КАТ) — образован в 1932 году, статус колледжа получил в 2007 году. Носит имя многолетнего министра авиационной промышленности СССР Петр Васильевича Дементьева. Находится на улице Копылова и площади в микрорайоне Соцгород города Казани.

## История
Организован в период зарождения и бурного развития авиации в нашей стране при Казанском авиационном институте. На основании распоряжения Глававиапрома от 10.04.1932 г. техникум с 02.05.1932 г. существует как самостоятельное учебное заведение.
1946—1947 годы — создаются филиалы № 1 и № 2 при Казанском моторостроительном и Казанском авиационном заводах.
1959 год — открывается заочное отделение.
1964 год — филиал № 2 преобразован в Казанский вечерний авиационный техникум с филиалом при Казанском вертолетном заводе.
1970—2007 годы — техникум награждён Почётной грамотой Президиума Верховного Совета Татарской АССР, Татарского Областного Комитета КПСС и Совета Министров ТАССР. Почетной грамотой Президиума Верховного Совета ТАССР, Благодарственным письмом Кабинета Министров Республики Татарстан, Благодарственным письмом Президента Республики Татарстан.
1972—1987 годы — базовый техникум для ССУЗ ТАССР.
1997 год — к Казанскому авиационному техникуму присоединён Казанский вечерний авиационный техникум.
2007 год — по результатам государственной аккредитации техникуму определяется вид учебного заведения — колледж. Колледжу присваивается имя дважды Героя Социалистического труда П. В. Дементьева, министра авиационной промышленности СССР.